# Stefan Karadja
Pour les articles homonymes, voir Stefan Karadja (homonymie).
Stefan Karadja (en bulgare : Стефан Караджа) de son vrai nom Stefan Todorov Dimov (en bulgare : Стефан Тодоров Димов) est un héros national bulgare, révolutionnaire du XIXe siècle, ainsi qu’une importante figure de la Renaissance nationale bulgare, et de la résistance contre le régime ottoman.

## Biographie
Il  nait le 11 mai 1840 à Ikhme (aujourd'hui village de Stefan Karadjovo, dépendant de l'obchtina de Bolyarovo, dans l'oblast de Yambol), au sein d'un des plus vieux clans familiaux bulgares, celui des Binbelov.
En 1862, il s'établit à Belgrade, où il adhère à la Seconde Légion bulgare (en bulgare : Втора българска легия) fondée par Georgi Sava Rakovski.
De 1864 à 1866, il retourne en Bulgarie, vivant dans la clandestinité dans les massifs montagneux du Grand Balkan.
En 1867, après la mort de Rakovski, il s'établit en Roumanie, participant aux activités du Comité central révolutionnaire bulgare (en bulgare: Таен Централен Български Комитет). Il organise avec Hadji Dimitar une troupe (чета, tcheta) de maquisards composée d'environ 120 hommes, qu'ils mèneront ensemble en Bulgarie pour perpétrer des actions d'insurrection contre l'occupant ottoman au printemps 1868. Blessé et capturé par les Turcs, Stefan Karadja est sommairement condamné et pendu le 31 juillet 1868, tandis que les derniers survivants de la troupe, menés par Hadji Dimitar, sont anéantis par l'armée ottomane le 18 juillet 1868 près du mont Buzludja.

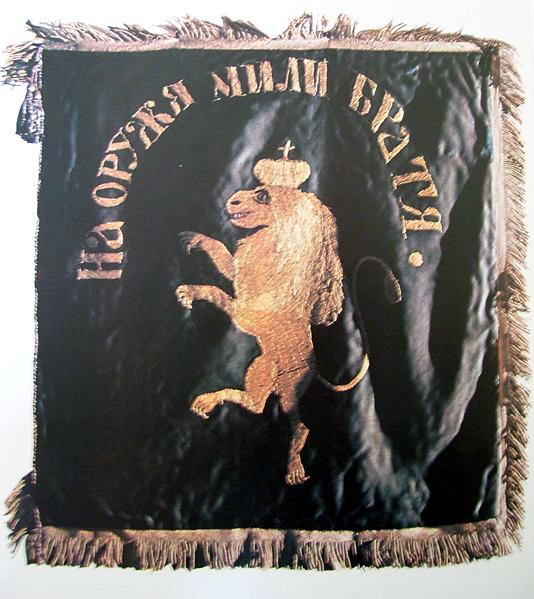
Étendard de la bande de Dimitar et Karadja (en bulgare : « Prenez les armes mes chers frères »).

## Hommage et postérité

### Philatélie
La poste bulgare a associé Hadji Dimitar et Stefan Karadja, en les honorant, le 25 juillet 1988, à l'occasion du 120e anniversaire de leur mort, par l'émission à un million d'exemplaires d'un timbre-poste d'une valeur faciale de 5 stotinki, comportant la légende 120 ГОДИНИ ОТ ГИБЕЛТА НА ХАДЖИ ДИМИТАР И СТЕФАН КАРАДЖА, translittéré en 120 GODINI OT GIBELTA NA KHADJI DIMITAR I STEFAN KARADJA soit, approximativement, « 120 années depuis la mort de Hadji Dimitar et Stefan Karadja ».

### Monnaie
En 1988 toujours à l'occasion du 120e anniversaire de leur mort, la "République Populaire de Bulgarie" a frappé une série de pièces commémoratives de 5 levs à leurs effigies.